# Neocrossidius trivittatus
Neocrossidius trivittatus är en skalbaggsart som först beskrevs av Bates 1880.  Neocrossidius trivittatus ingår i släktet Neocrossidius och familjen långhorningar. Inga underarter finns listade i Catalogue of Life.